# Tobias Furer
Tobias Furer (* 13. August 1987) ist ein ehemaliger Schweizer Leichtathlet. Er war zweifacher Schweizer Meister im 110-Meter-Hürdenlauf. Furer startete für den LK Zug und hat im 60-Meter-Hürdenlauf an den Halleneuropameisterschaften 2011 teilgenommen. Furer beendete seine sportliche Laufbahn mit Ende der Hallensaison nach den Halleneuropameisterschaften 2019 in Glasgow.

## Erfolge
- 2008: 2. Rang Schweizer Meisterschaften 110 Meter Hürden; 3. Rang Schweizer Hallenmeisterschaften 60 Meter Hürden
- 2009: Schweizer Meister 110 Meter Hürden; 2. Rang Schweizer Hallenmeisterschaften 60 Meter Hürden; Halbfinalist U23-Europameisterschaften 110 Meter Hürden (18. Rang; Kaunas, LIT)
- 2010: Schweizer Meister 110 Meter Hürden; 3. Rang Schweizer Hallenmeisterschaften 60 Meter Hürden
- 2011: Schweizer Hallenmeister 60 Meter Hürden; Halbfinalist Halleneuropameisterschaften 60 Meter Hürden; 3. Rang Schweizer Meisterschaften 110 Meter Hürden; Teilnehmer Team-Europameisterschaft 110 Meter Hürden (2h1; Izmir, TUR)
- 2012: 2. Rang Schweizer Hallenmeisterschaften 60 Meter Hürden; Teilnehmer Team-Europameisterschaft 110 Meter Hürden (1h2) und Startläufer 4-mal-100-Meter-Staffel (8. Rang; Dublin, IRL)
- 2013: Qualifikation Halleneuropameisterschaften 60 Meter Hürden (DNS; Göteborg, SWE); 9. Rang Universiade 110 Meter Hürden (18. Rang; Kazan, RUS); Schweizer Meister 110 Meter Hürden; Team Captain Team-Europameisterschaft 110 Meter Hürden (1h2; Riga, LVA); Qualifikation Europameisterschaften Zürich 2014
- 2014: Schweizer Hallenmeister 60 Meter Hürden; Schweizer Meister 110 Meter Hürden; Europameisterschaften 110 Meter Hürden (23. Rang; Zürich, SUI)
- 2015: Schweizer Meister 110 Meter Hürden; 7. Rang Universiade (Gwangju, KOR); Team Captain Team-Europameisterschaft 110 Meter Hürden (1h1) und Startläufer 4-mal-100-Meter-Staffel (2. Rang; Heraklion, GRC)

## Persönliche Bestleistungen
- 110-Meter-Hürdenlauf: 13,66 s, 26. Juli 2014 in Frauenfeld
- 60-Meter-Hürdenlauf (Halle): 7,80 s, 29. Januar 2011 in Magglingen